# البضائع الثمينة (فلم)
البضائع الثمينة هو فيلم حركة كندي اخرجه ماكس ادامز وكتب السيناريو ماكس ادامز و باول في سيتاشيت الفيلم من  بطولة بروس ويليس و  كلير فورلاني ودانيال برنهاردت و مارك بول جوسيلار و  ليديا هال و جون برازرتون. 

## القصة
تدور أحداث الفيلم حول فشل إحدى عمليات السرقة التي يقوم بها (إدي) زعيم عصابة ومجرم محترف، يطارد إدي (كارين) بعدما قامت بسرقة مصرف كان يخطط لسرقته ، تخطط كارين لإستعادة ثقة رئيسها (إدي) من جديد، وفي سبيل ذلك تقوم بإعادة العلاقة مع حبيبها السابق (جاك) في طريقهم لسرقة شحنة من البضائع والأحجار الكريمة حيث تخدعه بأنها حامل منه مما يجعله هو وفريقه يقوم بتنفيذ عمليات السرقة لصالح (كارين).

## طاقم التمثيل
- مارك بول جوسيلار بدور جاك
- بروس ويليس بدور إيدي
- كلير فورلاني بدور كارين
- جون برازرتون بدور نيكلوس

## روابط خارجية
- مقالات تستعمل روابط فنية بلا صلة مع ويكي بيانات